# (4805) Asteropeo
(4805) Asteropeo es un asteroide perteneciente a los asteroides troyanos de Júpiter descubierto por Carolyn Jean S. Shoemaker desde el observatorio del Monte Palomar, Estados Unidos, el 13 de noviembre de 1990.

## Designación y nombre
Asteropeo se designó inicialmente como 1990 VH7.
Más adelante, en 1991, recibió su nombre de Asteropeo, un personaje de la mitología griega.

## Características orbitales
Asteropeo orbita a una distancia media del Sol de 5,214 ua, pudiendo alejarse hasta 5,687 ua y acercarse hasta 4,74 ua. Tiene una excentricidad de 0,09086 y una inclinación orbital de 12,01 grados. Emplea 4348 días en completar una órbita alrededor del Sol.

## Características físicas
La magnitud absoluta de Asteropeo es 10 y el periodo de rotación de 12,37 horas.